# CATNIX
El Punto Neutro de Internet en Cataluña (CATNIX, Cataluña Neutral Internet Exchange) es una infraestructura que conecta las redes de operadores y proveedores de contenidos y de servicios internet (ISP) para facilitarles el intercambio de tráfico situado en Cataluña. Agiliza las comunicaciones permitiendo el intercambio local del tráfico.
En Cataluña, el CATNIX sirve también de punto de intercambio entre la internet comercial y la internet dedicada al mundo académico y de investigación. A esta infraestructura se conectan las redes de operadores y ISP con las de la Anella Científica y RedIRIS.
El CATNIX tiene tres puntos de presencia en Barcelona: las instalaciones del CSUC, en el Campus Nord, el CPD de Equinix, en la Zona Franca de Barcelona, y el CPD de bitNAP, en Hospitalet de Llobregat. El CSUC también verifica los requisitos administrativos y técnicos que tienen que cumplir todas las futuras entidades que se quieran conectar.
El CATNIX forma parte de la asociación de puntos neutros europeos Euro-IX de la cual es también miembro fundador. Además, es miembro de MANRS, una iniciativa global que vela por la seguridad y la eficiencia de los encaminamientos.
El año 2019 y coincidiendo con su 20º aniversario el CATNIX renueva su imagen corporativa con una nueva web y un nuevo logotipo.

## Objetivo
El objetivo del CATNIX es encaminar localmente el tráfico de internet de forma que los usuarios finales reciban un mejor servicio al reducir el camino que la información tiene que recorrer desde que se pide (a través de la web, del ftp, etc.) hasta que se recibe.

## Miembros
Los siguientes operadores y proveedores de servicios de internet (ISP) son miembros del CATNIX:
- Acens
- Adam
- Adamo
- Akamai
- Altecom
- Andorra Telecom
- Anella Científica
- bitNAP
- BT
- Claranet
- CloudFlare
- Colt
- CTTI
- e-Puertos
- Easynet
- Equinix
- Eurona
- Everywan
- Google
- guifi.net
- Hurricane Electric
- Institut Municipal d'Informàtica
- Internet Systems Consortium
- Labelgrup
- Microsoft
- Nexica
- NTTE
- Orange
- Orange Business Services
- Packet Clearing House
- RedIRIS
- RIPE NCC
- Sarenet
- Sered
- T-Systems
- Telefónica
- Verisign
- Vodafone
- Vola
- VozTelecom

## Historia
El CATNIX nació como fruto del Plan Estratégico para la Sociedad de la Información ''Cataluña en Red'' del año 1999, una iniciativa conjunta del Gobierno de la Generalidad de Cataluña y Localret, para "establecer las bases y definir las actuaciones que permitan en Cataluña lograr una posición líder en esta nueva Sociedad de la Información". Una de las acciones propuestas fue la "creación de un nodo neutro" en Cataluña.
El convenio para su creación se firmó el 7 de abril de 1999 en el Palacio de la Generalidad de Cataluña, a iniciativa del antiguo Centro de Supercomputación de Cataluña (CESCA) y con el patrocinio del entonces Comisionado para la Sociedad de la Información, para interconectar operadores de telecomunicaciones, proveedores de internet y la comunidad científica catalana.

## Órganos de gobierno
El Consejo de Gobierno del CSUC ha delegado a la Comisión Estratégica del CATNIX la gestión del CATNIX. Esta está formada por un representante de cada una de las entidades conectadas en el punto neutro, el representante del Consejo de Gobierno del CSUC del departamento competente en materia de Sociedad de la Información (o persona a quién delegue), que actúa como Presidente, y el director de Administración y Finanzas del CSUC, que actúa como Secretario.
Las decisiones de la Comisión se tomarán por mayoría de dos tercios, a excepción de:
- La admisión de nuevas entidades que se quieran añadir al CATNIX y que serán admitidas por los criterios definidos, a su creación.
- Los cambios en el Convenio, que requerirán unanimidad de todos los firmantes.

El Presidente convoca esta comisión, con 15 días de antelación, al menos una vez al año, durante el último trimestre, para hacer balance del funcionamiento del servicio y aprobar la cuota anual a pagar durante el año siguiente. También se puede convocar cuando lo solicite al menos una tercera parte de las entidades conectadas.
Además, también se creó una comisión técnica, la Comisión Técnica para el Intercambio de Datos del CATNIX, en 1999, para analizar y debatir los temas relacionados con el funcionamiento del servicio de datos. Sin perjuicio de las competencias de esta comisión, la gestión ordinaria del Punto Neutro es responsabilidad del CSUC.

## Características técnicas
Cada uno de los 3 emplazamientos que conforman la infraestructura de red del CATNIX- CSUC, Equinix y bitNAP- está equipado con un conmutador Arista 7280SE. La conexión entre CSUC y Equinix se hace mediante 3 enlaces de 10 Gbps cada uno, con equipos ópticos diversificados. La conexión entre Equinix y bitNAP se establece con un enlace de 10 Gbps
El CATNIX ofrece interfaces de 1 Gbps, 10 Gbps y 100 Gbps. También ofrece agregados de puertos de estas velocidades.
Mediante sus 3 puntos de presencia o emplazamientos, el CATNIX ofrece a sus miembros la posibilidad de hacer intercambios privados, además del intercambio común del punto neutro. Para hacerlos, hay dos posibilidades: VLAN separadas o circuitos dedicados.
Para mantener la calidad de servicio en el CATNIX, se utiliza un procedimiento de detección de congestión que evita que una línea mal dimensionada por parte de alguno de los miembros pueda degradar el servicio para el resto. De este modo, cuando se detecta congestión leve, se avisa a la entidad afectada y cuando se detecta congestión grave, se le requiere que amplíe su capacidad.
Los conmutadores tienen una capacidad de conmutación de 1,44 Tbps en el nodo de CSUC y Equinix, y de 1,36 Tbps en bitNAP; disponen de 48 puertos de fibra a 1 Gbps o 10 Gbps, ampliables a 72 en CSUC y Equinix, y a 56 en bitNAP, y capacidad de crecer con puertos de 40 Gbps y 100 Gbps. También disponen de fuentes de alimentación redundantes y una gran capacidad de sus buffers (ultradeep buffers) para facilitar el paso de tráfico multimedia sin pérdidas, por ejemplo entre puertos a velocidades muy diferentes.

## Servicios adicionales
El CATNIX pone a disposición de sus miembros toda una serie de servicios de valor añadido: multicast, IPv6, servidor NTP, servidor IXP-Watch, servidor de prefijos bogon, servidores raíz de nombres F, J, L y K; Looking Glass, Gestión fuera de banda, réplicas del .com y .net, servicio 24x7, test de velocidad, RIPE RIS, panel de monitoraje, nodo raíz LISP DDT, M-Lab, Route-server, protección del intercambio LAN y peering matrix.